# Николай Христов
Николай Кирилов Христов е български юрист и общественик, деец на Македонската организация. Брат на големия български оперен певец Борис Христов, оказал голямо влияние за насочването му по пътя на музиката. Репресиран след Деветосептемврийския преврат.

## Биография
Роден е в 1907 година в семейството на Райна Тодорова Попиванова и Кирил Христов Совичанов. Баща му е от българско семейство от Битоля, деец е на Вътрешната македоно-одринска революционна организация и на Илинденската организация. Дядото на Николай по бащина линия, Христо Совичанов – Псалта, участва в революционните борби, касиер е на Битолския революционен окръг и великолепен певец; и трите му деца – Кирил, Георги и Олга, имат певчески дар. Майката на Николай и Борис Христови Райна е софиянка по баща и прилепчанка по майка, с дядо самоук цигулар и певец.
Николай още от детството си е „приятел и най-сигурна опора“ на по-малкия си със седем години брат, по думите на баща им, който разказва: „Между тях нямаше дрязги и съперничество. За Борко батко му беше авторитет и пример за подражание за всичко. От него той се учеше на вкус към музиката, към литературата“.
Николай Христов завършва право и работи като адвокат в София. Деец е на Македонската организация. Пее и композира, има голяма музикална култура. В семейството на Кирил Христов смятат, че той е големият певец, но въпреки прекрасния си глас и музикалност остава на юридическото поприще.
Николай Христов съветва брат си Борис, записал и завършил също право под давление на майка си, и прави всичко възможно той да последва таланта и призванието си – музиката.
Николай убеждава родителите си, че Борис трябва да замине за Италия, „че нищо лошо няма да се случи, че това е само за добро на наш Борко“. На сбогуване му подарява медальон с формата на четирилистна детелина и с изображение на Сикстинската мадона на Рафаело, който Борис Христов винаги носи на гърдите си.
 

След Деветосептемврийския преврат е репресиран. Според някои източници е изпратен в концлагер. Заличен е от адвокатските списъци и няма право да практикува професията си. Сътрудник на комунистическата Държавна сигурност (ДС) на 16 март 1951 година, във връзка с наблюдението от ДС на Борис Христов и семейството му, пише: „Лицето Николай Кирилов Христов <...> след 9.IX.1944 г. остава вражески настроен спрямо народната власт и партията. Не членува в никоя политическа партия <...> Когато е бил поканен да стане член на Единната отечественофронтовска организация и му била поднесена декларация, той най-вулгарно ги е изпсувал и изгонил. През 1948 г. Централната комисия при Висшия адвокатски съвет е взела решение <...> да бъде заличен от списъците на адвокатите на 10 юли 1948 г.“. 
Николай и родителите му често не получават писмата от Борис Христов и с месеци се тревожат за него. Преписи от писмата им се намират в архива на ДС.
През 50-те години Николай Христов е тежко болен и брат му Борис Христов прави официални постъпки да бъде пуснат за лечение в Италия, но получава отказ.
Умира през 1954 година в София.

## Родословие
|                                         |                                         |                                         |                                         |                                         |                                         |  |  |                               |                               |                               |                               | Петър Совичанов                     |                                     |                                     |                                     |                                     |                                     |                  |                  |                        |                        |                        |                        |                        |                        |                 |                 |                 |                 |  |  |
|                                         |                                         |                                         |                                         |                                         |                                         |  |  |                               |                               |                               |                               |                                     |                                     |                                     |                                     |                                     |                                     |                  |                  |                        |                        |                        |                        |                        |                        |                 |                 |                 |                 |  |  |
|                                         |                                         |                                         |                                         |                                         |                                         |  |  |                               |                               |                               |                               | Христо Совичанов (1843 – след 1918) | Христо Совичанов (1843 – след 1918) | Христо Совичанов (1843 – след 1918) | Христо Совичанов (1843 – след 1918) | Христо Совичанов (1843 – след 1918) | Христо Совичанов (1843 – след 1918) |                  |                  | Анастасия Каранджулова | Анастасия Каранджулова | Анастасия Каранджулова | Анастасия Каранджулова | Анастасия Каранджулова | Анастасия Каранджулова |                 |                 |                 |                 |  |  |
|                                         |                                         |                                         |                                         |                                         |                                         |  |  |                               |                               |                               |                               | Христо Совичанов (1843 – след 1918) | Христо Совичанов (1843 – след 1918) | Христо Совичанов (1843 – след 1918) | Христо Совичанов (1843 – след 1918) | Христо Совичанов (1843 – след 1918) | Христо Совичанов (1843 – след 1918) |                  |                  | Анастасия Каранджулова | Анастасия Каранджулова | Анастасия Каранджулова | Анастасия Каранджулова | Анастасия Каранджулова | Анастасия Каранджулова |                 |                 |                 |                 |  |  |
|                                         |                                         |                                         |                                         |                                         |                                         |  |  |                               |                               |                               |                               |                                     |                                     |                                     |                                     |                                     |                                     |                  |                  |                        |                        |                        |                        |                        |                        |                 |                 |                 |                 |  |  |
|                                         |                                         |                                         |                                         |                                         |                                         |  |  |                               |                               |                               |                               |                                     |                                     |                                     |                                     |                                     |                                     |                  |                  |                        |                        |                        |                        |                        |                        |                 |                 |                 |                 |  |  |
| Райна Тодорова Попиванова (1884 – 1967) | Райна Тодорова Попиванова (1884 – 1967) | Райна Тодорова Попиванова (1884 – 1967) | Райна Тодорова Попиванова (1884 – 1967) | Райна Тодорова Попиванова (1884 – 1967) | Райна Тодорова Попиванова (1884 – 1967) |  |  | Кирил Христов (1878 – 1961)   | Кирил Христов (1878 – 1961)   | Кирил Христов (1878 – 1961)   | Кирил Христов (1878 – 1961)   | Кирил Христов (1878 – 1961)         | Кирил Христов (1878 – 1961)         |                                     |                                     | Георги Совичанов                    | Георги Совичанов                    | Георги Совичанов | Георги Совичанов | Георги Совичанов       | Георги Совичанов       |                        |                        | Олга Совичанова        | Олга Совичанова        | Олга Совичанова | Олга Совичанова | Олга Совичанова | Олга Совичанова |  |  |
| Райна Тодорова Попиванова (1884 – 1967) | Райна Тодорова Попиванова (1884 – 1967) | Райна Тодорова Попиванова (1884 – 1967) | Райна Тодорова Попиванова (1884 – 1967) | Райна Тодорова Попиванова (1884 – 1967) | Райна Тодорова Попиванова (1884 – 1967) |  |  | Кирил Христов (1878 – 1961)   | Кирил Христов (1878 – 1961)   | Кирил Христов (1878 – 1961)   | Кирил Христов (1878 – 1961)   | Кирил Христов (1878 – 1961)         | Кирил Христов (1878 – 1961)         |                                     |                                     | Георги Совичанов                    | Георги Совичанов                    | Георги Совичанов | Георги Совичанов | Георги Совичанов       | Георги Совичанов       |                        |                        | Олга Совичанова        | Олга Совичанова        | Олга Совичанова | Олга Совичанова | Олга Совичанова | Олга Совичанова |  |  |
|                                         |                                         |                                         |                                         |                                         |                                         |  |  |                               |                               |                               |                               |                                     |                                     |                                     |                                     |                                     |                                     |                  |                  |                        |                        |                        |                        |                        |                        |                 |                 |                 |                 |  |  |
|                                         |                                         |                                         |                                         |                                         |                                         |  |  |                               |                               |                               |                               |                                     |                                     |                                     |                                     |                                     |                                     |                  |                  |                        |                        |                        |                        |                        |                        |                 |                 |                 |                 |  |  |
| Борис Христов (1914 – 1993)             | Борис Христов (1914 – 1993)             | Борис Христов (1914 – 1993)             | Борис Христов (1914 – 1993)             | Борис Христов (1914 – 1993)             | Борис Христов (1914 – 1993)             |  |  | Николай Христов (1907 – 1954) | Николай Христов (1907 – 1954) | Николай Христов (1907 – 1954) | Николай Христов (1907 – 1954) | Николай Христов (1907 – 1954)       | Николай Христов (1907 – 1954)       |                                     |                                     |                                     |                                     |                  |                  |                        |                        |                        |                        |                        |                        |                 |                 |                 |                 |  |  |